# Fürchte dich nicht, Jakob!
Fürchte dich nicht, Jakob! ist ein 1981 in Deutschland produziertes Antisemitismus-Filmdrama von Radu Gabrea nach der Novelle „O făclie de Paște“ (1899; deutscher Titel: „Eine Osterkerze“) des rumänischen Dramatikers Ion Luca Caragiale. Die Adaptation nahm Frieder Schuller vor, der im Film in der Rolle des Totengräbers zu sehen ist. Mit dem Film gab Gabrea nach seiner Emigration aus Rumänien 1974 in der Bundesrepublik Deutschland sein Regiedebüt.

## Aufführungen
Der Film wurde zuerst beim portugiesischen Festival Internacional de Cinema da Figueira da Foz am 17. September 1981 unter dem Titel Não Tenhas Medo, Jacob uraufgeführt. Die Kinopremiere hatte er am 25. Juni 1982 in Deutschland. Der englische Titel lautet Fear Not, Jacob!, der rumänische Nu te teme, Iacob!.
Fürchte dich nicht, Jakob! wurde unter anderem im Oktober 2012 beim Romania International Film Festival (Ro-IFF) und im Dezember des gleichen Jahres in der Filmreihe Rekonstruktion. Filmland Rumänien des Rumänischen Kulturinstituts „Titu Maiorescu“ (Berlin) in Zusammenarbeit mit dem Zeughauskino und mit Unterstützung des Centrul Naţional al Cinematografiei (CNC) gezeigt.

## Inhalt
Die auf Caragiales Novelle basierende Geschichte spielt in Russland um 1900 während der dort andauernden Übergriffe auf Juden (Pogrom).
Der jüdische Dorfwirt Lejba Sibal, gespielt von André Heller, und seine schwangere Frau Sura (Aviva Gaire) werden von Lejbas ehemaligem Knecht Georg (Pedro Efe) bedroht, der beide zu Ostern umbringen will und das Dorf zum Lynchmord an „dem Juden“ aufhetzt. Nachdem Lejba vergebens Hilfe bei der Obrigkeit suchte, beschließt er sich selbst zur Wehr zu setzen.

## Kritiken
In der Zeit war 1982 zu lesen: „So vage die Orts- und Zeitangaben (Beginn des zwanzigsten Jahrhunderts) auch sind, so eindringlich stellt Gabrea ein Klima der Angst, der Verfolgung, des latenten Wahnsinns her. „Fürchte dich nicht, Jakob“ ist eine Parabel über den Fremdenhass (das „Ausländerproblem“) zu allen Zeiten, in einem archaisierenden Holzschnittstil Photographien von Igor Luther („Die Blechtrommel“), erfreulich diskret dargestellt von dem sonst so eitlen André Heller. Dem Regisseur gelingen viele Bilder von einer dunklen Magie, aber am Ende wirkt die pathetische Naivität der Fabel doch ein wenig ermüdend. Immerhin ein optimistischer Film: ...“.
Einem Spiegel-Artikel von 1984 ist zu entnehmen, dass der Film von Kritikern hoch gelobt, vom Publikum aber „verschmäht“ wurde.
Die Zeitschrift Cinema bewertete den Film mit den Worten: „Der in Deutschland lebende Bulgare [sic] Radu Gabrea lädt sein Drama mit religiöser Symbolik auf. Teilweise überfrachtet, letztlich sehr beklemmend.“